# Open 13 2017
Open 13 Provence 2017 byl profesionální tenisový turnaj pořádaný jako součást mužského okruhu ATP World Tour, který se odehrával v hale Palais des Sports na krytých dvorcích s tvrdým povrchem. Probíhal mezi 19. až 26. únorem 2017 v jihofrancouzském Marseille jako dvacátý čtvrtý ročník turnaje.
Turnaj s rozpočtem 691 850 eur patřil do kategorie ATP World Tour 250. Roli nejvýše nasazeného hráče ve dvouhře plní desátý hráč světa Gaël Monfils z Francie. Posledním přímým účastníkem v hlavní singlové soutěži se stal 108. britský hráč žebříčku Aljaž Bedene.
Druhou trofej v řadě a celkově čtrnáctou singlovou na okruhu ATP Tour získal Francouz Jo-Wilfried Tsonga, jenž tak zopakoval svůj výkon z metského turnaje, když i Open 13 vyhrál již potřetí. Předchozí trofeje si odvezl v letech 2009 a 2013. Třetí společné turnajové vítězství ze čtyřhry dosáhl francouzský pár Julien Benneteau a  Nicolas Mahut.

## Rozdělení bodů a finančních odměn

### Rozdělení bodů
| Soutěž  | vítězové | finalisté | semifinalisté | čtvrtfinalisté | 16 v kole | 32 v kole | Q  | Q2 | Q1 |
| ------- | -------- | --------- | ------------- | -------------- | --------- | --------- | -- | -- | -- |
| dvouhra | 250      | 150       | 90            | 45             | 20        | 0         | 12 | 6  | 0  |
| čtyřhra | 250      | 150       | 90            | 45             | 0         | —         | —  | —  | —  |

### Finanční odměny
| Soutěž                              | vítězové | finalisté | semifinalisté | čtvrtfinalisté | 16 v kole | 32 v kole | Q  | Q2     | Q1     |
| ----------------------------------- | -------- | --------- | ------------- | -------------- | --------- | --------- | -- | ------ | ------ |
| dvouhra                             | €110 655 | €58 280   | €31 570       | €17 985        | €10 600   | €6 280    | €0 | €2 825 | €1 410 |
| čtyřhra                             | €33 620  | €11 670   | €9 580        | €5 480         | €3 210    | —         | —  | —      | —      |
| částka ve čtyřhře je uvedena na pár |          |           |               |                |           |           |    |        |        |

## Mužská dvouhra

### Nasazení
| Stát                          | Hráč               | ATP | Nasazení |
| ----------------------------- | ------------------ | --- | -------- |
| Francie                       | Gaël Monfils       | 10. | 1.       |
| Francie                       | Jo-Wilfried Tsonga | 14. | 2.       |
| Austrálie                     | Nick Kyrgios       | 15. | 3.       |
| Francie                       | Lucas Pouille      | 17. | 4.       |
| Německo                       | Alexander Zverev   | 18. | 5.       |
| Francie                       | Richard Gasquet    | 19. | 6.       |
| Francie                       | Gilles Simon       | 24. | 7.       |
| Francie                       | Benoît Paire       | 42. | 8.       |
| Žebříček ATP k 13. únoru 2017 |                    |     |          |

### Jiné formy účasti
Následující hráči obdrželi divokou kartu do hlavní soutěže:
- Julien Benneteau
- Denis Shapovalov
- Stefanos Tsitsipas

Následující hráči postoupili z kvalifikace:
- Jevgenij Donskoj
- Norbert Gombos
- Andrej Rubljov
- Serhij Stachovskyj

### Odhlášení
před zahájením turnaje
- Grigor Dimitrov → nahradil jej  Jérémy Chardy
- Mischa Zverev → nahradil jej  Paul-Henri Mathieu

## Mužská čtyřhra

### Nasazení
| Stát                                                                                   | Hráč             | Stát       | Hráč                | ATP  | Nasazení |
| -------------------------------------------------------------------------------------- | ---------------- | ---------- | ------------------- | ---- | -------- |
| Francie                                                                                | Julien Benneteau | Francie    | Nicolas Mahut       | 31.  | 1.       |
| Chorvatsko                                                                             | Mate Pavić       | Rakousko   | Alexander Peya      | 61.  | 2.       |
| Indie                                                                                  | Rohan Bopanna    | Indie      | Džívan Nedunčežijan | 105. | 3.       |
| Nizozemsko                                                                             | Wesley Koolhof   | Nizozemsko | Matwé Middelkoop    | 124. | 4.       |
| Žebříček ATP k 13. únoru 2017; číslo je součtem žebříčkového postavení obou členů páru |                  |            |                     |      |          |

### Jiné formy účasti
Následující páry obdržely divokou kartu do hlavní soutěže:
- Nick Kyrgios /  Matt Reid
- Lucas Miedler /  Maximilian Neuchrist

Následující pár nastoupil z pozice náhradníka:
- Maxime Chazal /  David Guez

## Přehled finále

### Mužská dvouhra
- Jo-Wilfried Tsonga vs. Lucas Pouille, 6–4, 6–4

### Mužská čtyřhra
- Julien Benneteau /  Nicolas Mahut vs.  Robin Haase /  Dominic Inglot, 6–4, 6–7(9–11), [10–5]